# Ben Sultan

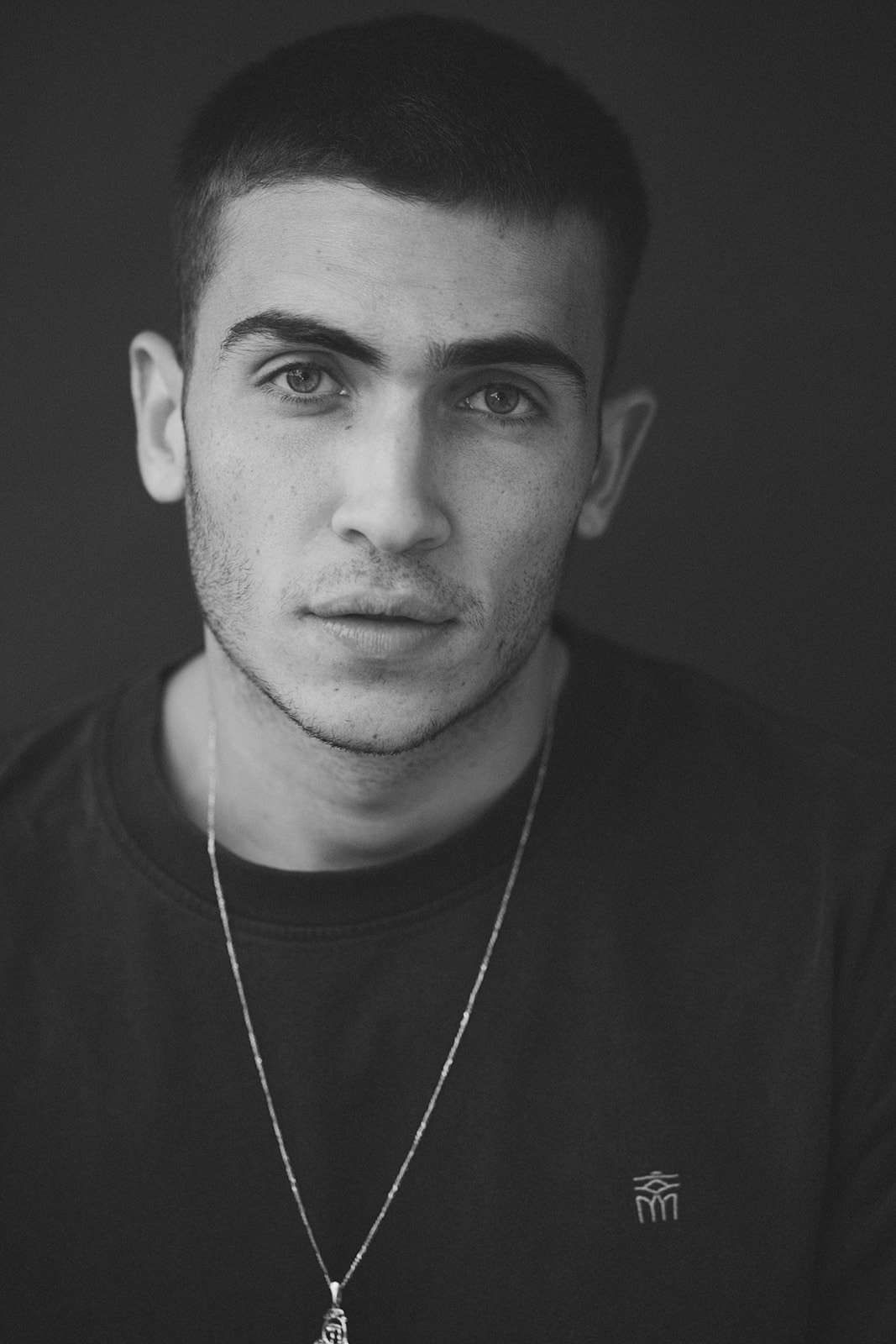
Ben Sultan

Ben Sultan (hebräisch בן סולטן; * 10. April 2003 in Jerusalem, Israel) ist ein israelischer Schauspieler.

## Leben
Sultan wurde in eine Familie sephardisch-marokkanisch-jüdischer Abstammung geboren. Seine Schwester Niv Sultan ist ebenfalls Schauspielerin. 2015 leistete er seinen Wehrdienst bei der IDF ab.
Sein Debüt gab er 2020 in der Fern sehserie Mishpaha Be'Hanpaka. Anschließend trat er 2021 in Alumim auf. Außerdem spielte Sultan 2023 in Bad Boy mit. Im selben Jahr bekam er in der Serie Borders eine Hauptrolle. Unter anderem trat er in Full Speed auf.

## Filmografie
Serien
- 2020: Mishpaha Be'Hanpaka
- 2021: Alumim
- 2023: Bad Boy
- 2023: Borders
- 2023: Full Speed